# Pranzo di Natale
Pranzo di Natale (La Bûche) è un film del 1999 diretto da Danièle Thompson.
Si tratta del primo lungometraggio diretto dalla Thompson, sceneggiatrice affermata, che proprio col debutto alla regia ottiene un primo grande riconoscimento per una sua sceneggiatura, il Premio Lumière.

## Trama
Al funerale del suo secondo marito, Yvette, una famosa violinista, ritrova le tre figlie avute dal primo matrimonio con le quali, a soli cinque giorni dal Natale, programma il tradizionale pranzo che stavolta potrebbe veder riunita davvero tutta la famiglia. Sonia è la primogenita e da sempre un modello di perfezione per le altre sorelle. In realtà ha un matrimonio ormai fallito ma si sforza di continuare ad essere quel collante ed elemento rassicurante che è sempre stato soprattutto agli occhi della madre. Louba ha appena scoperto di essere incinta e non sa come dirlo al suo "compagno segreto", un agente immobiliare che ha una famiglia dalla quale non riesce a separarsi, al di là delle promesse. È la più attaccata al padre Stanislas, anche lui violinista, con il quale è tornata a vivere da quattro anni avendo problemi a tirare avanti dando lezioni private di russo e cantando canzoni tradizionali russe in un locale parigino. Milla è la ribelle della famiglia, sempre immersa nel suo lavoro è apparentemente scontrosa con tutti, specie con la sorella Sonia, ma in realtà è molto tenera e non ha ancora trovato l'uomo che la capisca.
A due giorni dal Natale, a causa di un attacco cardiaco, per poco non muore anche Stanislas, il primo marito di Yvette. A portarlo giusto in tempo al pronto soccorso è Joseph, un ragazzo senza lavoro che l'anziano violinista ha amorevolmente ospitato nei locali sfitti posti sotto al suo appartamento. Il giorno della vigilia, dimesso dall'ospedale, Stanislas ritrova un vigore che sembrava perso e decide di rivedere l'ex moglie con la quale si evitava da 25 anni. Lei, in un clima di confidenze sempre più franche e serene, lo informa di tutti i tradimenti mai confessati, dicendogli anche che in pratica Milla è la figlia dell'appena defunto Jean Louis, e non sua, come tutti credono.
Proprio tra Milla e Joseph, conosciutisi in ospedale, nasce una tenera amicizia che lui si preoccupa che non si trasformi in altro, dato il reale legame di sangue con la ragazza. Giunta da Marsiglia la sua ex moglie, prende con sé la figlia di cinque anni per le feste natalizie, come previsto.
Intanto Sonia svela a Louba che Joseph è figlio illegittimo del loro stesso padre, dunque è un loro fratellastro. Mentre Milla, che sa della gravidanza della sorella, fa appello prima all'amante di Louba poi alla stessa Louba, perché si salvaguardi il bambino che dovrà nascere.
Così, la sera del 24, per la prima volta Louba può stare col suo Gilbert che dopo dodici anni ha deciso di lasciare la sua famiglia mentre Milla, nonostante ora sappia tutto di Joseph, si reca da questi e lega con la figlia. Lui è sempre più attratto ma si frena lasciando aperta la porta solo all'amicizia. Starà a Yvette svelare, nel pranzo di Natale, quella realtà capace di far cadere le resistenze poste al sorgere di questo amore.

## Riconoscimenti
- 2000 - Premio César
  - Migliore attrice non protagonista (Charlotte Gainsbourg)
- 2000 - Premio Lumière
  - Migliore sceneggiatura